# Joachim Sterck van Ringelbergh

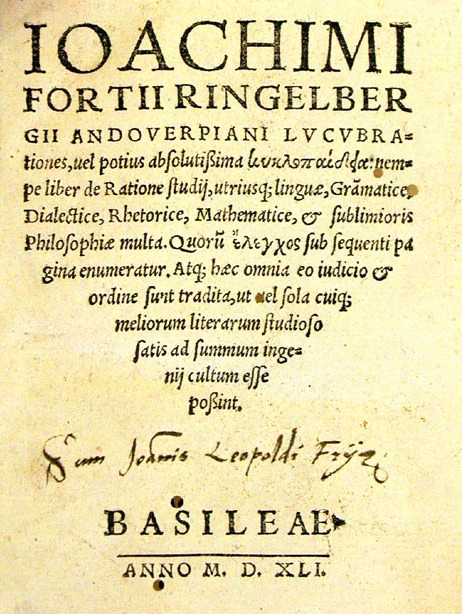
Lucubrationes de Joachim Sterck van Ringelbergh

Joachim Sterck van Ringelbergh (Joachimus Fortius Ringelbergius) (Antuérpia, 1499 - 1 de Janeiro de 1531 ou c1536 [?] ou c.1556) foi um erudito, humanista, matemático e astrólogo flamengo. A ele é creditada a invenção do termo "enciclopédia". Mais precisamente, cyclopedia, no título de seu livro Lucubrationes vel potius absolutissima kyklopaideia (Basel, 1541). Em uma forma simplística, ele criou a primeira enciclopédia com tal "nome", enciclopédia, enquanto ele mesmo inventou o nome.
Matriculou-se em 5 de janeiro de 1519 na Universidade de Lovaina, acredita-se que ele já havia se mudado para lá em 1516 ou 1517. Lá ele estudou com Petrus Curtius (1491-1567). Por volta do início de 1528 ele deixou Lovaina para fazer algumasviagens, durante os quais ele lecionou e imprimiu suas obras: Primeiro, passou de Antuérpia para Colônia, em seguida, Mainz, voltou para Colônia, Heidelberg, Basileia, Freiburg e Estrasburgo; de lá para Mainz e novamente Colônia e Antuérpia, onde chegou em abril de 1529.
Poucos meses depois, ele começou outra viagem à França: De Lovaina (3 de agosto de 1529) ele foi para Paris (setembro-dezembro de 1529, onde conheceu Andreas Hyperius (1511-1564), depois foi para Orléans, Bourges e Lyon, onde após 1 Janeiro 1531 perdemos a sua pista. 
Em Basileia, visitou várias vezes Erasmo de Rotterdam onde teriam discutidos dois epigramas para as suas Institutiones astronomicae.
Nicolaas Kan, secretário de Erasmo, no entanto, ridicularizou o trabalho Ringelbergh em 1529 em um de seus epigramas.

## Obras
Mais de trinta obras suas são conhecidas, inclusive uma que versa sobre pedagogia: De ratione Studii.  Esta obra foi publicada muitas vezes durante o século XVI.  Além dela, podemos citar
- Lucubrationes, Antwerpen 1529;
- Ioachimi Fortij Ringelbergij Andouerpiani Opera, quae proxima pagina enumerantur; Lyon, apud Gryphium, 1531 (Nachdruck Nieuwkoop 1967); 1556.
- Lucubrationes, Basileia, 1538, 1541, 1546.
- Ioachimi Fortij Ringelbergij Andouerpiani Compendium de conscribendis uersibus; Lyon, Seb. Gryphius excud., 1531
- De formis dicendi; De periodis; De ratione studii; De usu vocum quae non flectuntur; Dialectica; Elegantiae; Elementa graeca; Rhetorica, Schemata (= Liber de figuris ac vitiis orationis); Sententiae; Synonima; Arithmetica; Chaos mathematicum; Optice.